# Petrus Olavi (död 1605)
Petrus Olavi, död 1605 i Veta församling, Östergötlands län, var en svensk präst.

## Biografi
Petrus Olavi avger 31 juli 1568 trohetslöfte till hertig Johan och kallades 25 januari 1569 till kyrkoherde i Veta församling. Han förnyade sitt samtycke till Johan III:s liturgi i januari 1582 och underskrev Uppsala mötes beslut 1593. Petrus Olavi blev 25 maj 1597 kontraktsprost i  Vifolka kontrakt (blev det troligen 1570) och avled 1605 i Veta socken.
Petrus Olavi var gift.